# KAREN (やぶうち優の漫画)
『KAREN』（カレン）は、やぶうち優による日本の漫画作品。

## 概要
『ちゃお』（小学館）にて、1994年6月号から1996年2月号まで連載（1995年8月号は休載）。全20話。連載終了後、『ちゃおデラックス』
1996年春の増刊号に番外編「2000年めの伝説」が掲載されている。

## あらすじ
19世紀末のロンドン。身寄りのない少女・カレンは、ケガがすぐに治る不思議な力を持っているため、周囲から気味悪がられていた。ある日、カレンを養女にしたいという伯爵が現れる。だがその屋敷には奇妙な噂があり、それを知った新聞配達の少年・エドはカレンを連れて逃げだす。その最中、カレンの腕輪とエドのペンダントが謎の光を発し出した。

## 登場人物
カレン
本作の主人公で身寄りのない少女。
幼い頃、母親に置き去りにされた。緑色の瞳と黒髪のウェーブがかかった髪が特徴。ケガをしてもすぐに治ってしまう不思議な力があり、周囲から気味悪がられていた。母からもらったバングルのような腕輪をしている。
エド
金髪で気さくな新聞配達の少年。
三角の形をしたエメラルド色のペンダントを身につけている。
ジム
養護施設で育った少年。
旅の途中だったカレンとエドの仲間になる。
リチャード・スタックレー伯爵
カレンを養女にしたいと接近する謎の男性。
黒髪の女性が好み。
チヒラ
カレンの母。
やむを得ない事情で娘であるカレンを手放した。
ハロルド
ストーンヘンジの遺跡調査をしている考古学者。
カレンたちのよき理解者。
デビット
ジョナサン
ジロー
明日香村の長者の息子。
ひな
明日香村に住む身寄りのない少女。
口がきけないためエドに出会う前のカレン同様、村人たちに疎ましがられてる。

## 舞台として登場する場所
- ロンドン
- ストーンヘンジ
- アスコット（イギリス） - イギリス王室の所有するアスコット競馬場が有名。
- 明日香村

## 単行本
小学館より発刊
- 『KAREN』 - ちゃおフラワーコミックス （1995年-1996年） 全5巻
- 『KAREN』 - フラワーコミックス・デラックス （2005年） 全2巻

## その他
- 先祖から伝わる呪文やアイテムなどは『天空の城ラピュタ』や『ふしぎの海のナディア』、主人公がトランス状態になる点は『ファイナルファンタジーVI』に影響を受けていると単行本の中で筆者によって語られている。